# Raghmani Carli
Raghmani Carli (Sittard, 8 januari 2000) is een Nederlands voetballer die als linkervleugelverdediger voor BSV Limburgia speelt.

## Carrière
Raghmani Carli speelde tot 2020 in de jeugd van Fortuna Sittard, en maakte in het seizoen 2017/18 deel uit van de eerste selectie. Hij debuteerde op 23 december 2017 in het betaald voetbal voor Fortuna Sittard. Dit was in de met 3-1 gewonnen thuiswedstrijd in de Eerste divisie tegen Jong FC Utrecht. Hij kwam in de 90e minuut in het veld voor André Vidigal. In 2020 vertrok hij transfervrij naar BSV Limburgia.

### Statistieken
| Seizoen                    | Club            | Land           | Competitie     | Competitie | Competitie | Beker | Beker | Totaal | Totaal |
| Seizoen                    | Club            | Land           | Competitie     | Wed.       | Dlp.       | Wed.  | Dlp.  | Wed.   | Dlp.   |
| -------------------------- | --------------- | -------------- | -------------- | ---------- | ---------- | ----- | ----- | ------ | ------ |
| 2017/18                    | Fortuna Sittard | Nederland      | Eerste divisie | 1          | 0          | 0     | 0     | 1      | 0      |
| Carrièretotaal             | Carrièretotaal  | Carrièretotaal | Carrièretotaal | 1          | 0          | 0     | 0     | 1      | 0      |
| Bijgewerkt op 28 juni 2020 |                 |                |                |            |            |       |       |        |        |